# Blang Ado
Blang Ado is een bestuurslaag in het regentschap Aceh Utara van de provincie Atjeh, Indonesië. Blang Ado telt 604 inwoners (volkstelling 2010).